# Hippoporidra parasitica
Espèce
Synonymes
- Cellepora parasitica Michelin, 1847[1]

Hippoporidra parasitica est une espèce éteinte de Bryozoaires de la famille des Hippoporidridae.

## Systématique
L'espèce Hippoporidra parasitica a été initialement décrite en 1847 par le paléontologue français Hardouin Michelin (1786-1867) sous le protonyme de Cellepora parasitica.